# Missing You (serie de televisión)
Missing You (en hangul, 보고싶다) también conocida como I Miss You, es una serie de televisión surcoreana  emitida originalmente entre 2012-2013 por MBC y protagonizada por Yoon Eun Hye, Park Yoo Chun y Yoo Seung Ho.
Fue emitida en su país de origen desde el 7 de noviembre de 2012 hasta el 17 de enero de 2013, con una longitud de 21 episodios al aire las noches de los días miércoles y jueves a las 21:55 (KST). La representación en la serie, de una violación, en este caso de la protagonista adolescente (aunque fuera de la pantalla) causó controversia entre espectadores e internautas.

## Argumento
De 15 años, Lee Soo Yeon (Kim So Hyun) es víctima de acoso en la escuela porque su padre era un asesino. A través de una serie de acontecimientos predestinados, conoce a Han Jung Woo (Yeo Jin Goo), el hijo de un chaebol y gánster. Jung Woo protege Soo Yeon de los matones, se convierten en amigos y pronto se enamoran. Un día, Jung Woo es secuestrado y Soo Yeon, que fue testigo del secuestro, trata de ayudar, sólo para ser tomada por los secuestradores también.
La madre de Kang Hyung Joon, amante del abuelo de Jung Woo, y el padre de Jung Woo han estado luchando por una gran suma de dinero. Ella finalmente logra mover el dinero a un banco suizo con la ayuda de su enfermera Hye Mi. Queriendo salir de Corea de manera segura con Hyung Joon lo más pronto posible, Hye Mi intenta tener secuestrado a Jung Woo hasta que puedan huir del país. Pero un accidente inesperado durante el tiempo en que Jung Woo y Soo Yeon son secuestrados hace que se separen. Jung Woo es rescatado por su padre, pero no puede volver a ayudar a Soo Yeon, que se presume ha muerto.
Catorce años más tarde, Jung Woo (Park Yoo Chun) ahora es un detective de homicidios y ha fijado su mente en la búsqueda de Soo Yeon con la creencia de que no está muerta. Soo Yeon (Yoon Eun Hye) es ahora conocida como Zoey Lou, diseñadora de moda novata que parece tener una personalidad brillante, pero todavía lleva las cicatrices emocionales de su pasado en su interior. El destino los reúne, pero la rabia es implacable hacia Jung Woo por abandonarla durante el secuestro. Mientras tanto, Kang Hyung Joon (Yoo Seung Ho), enriquecido con el dinero que su madre tomó de la familia Han, regresa a Corea para vengarse. Él parece cálido y agradable, pero resulta ser un asesino psicópata y utiliza el alias "Harry Borrison" para vengarse del padre de Jung Woo por haber asesinado a su madre.

## Reparto

### Principal
- Park Yoo Chun como Han Jung Woo.
  - Yeo Jin Goo como Jung Woo de joven.
- Yoon Eun Hye como Lee Soo Yeon / Zoey Lou.
  - Kim So Hyun como Soo Yeon de joven.
- Yoo Seung Ho como Kang Hyung Joon / Harry Borrison.

### Secundario
- Jang Mi In Ae como Kim Eun Joo.
- Han Jin Hee como Han Tae Joon.
- Song Ok Sook como Kim Myung Hee.
- Do Ji Won como Hwang Mi Ran.
- Lee Se Young como Han Ah Reum.
- Oh Jung-se como Joo Jung Myung.
- Song Jae Ho como Choi Chang Shik.
- Jun Kwang Ryul como Kim Sung Ho.
- Kim Sun Kyung como Jung Hye Mi.
- Cha Hwa Yeon como Kang Hyun Joo.
- Kim Mi Kyung como Song Mi Jung.
- Jo Deok Hyun como Secretario Nam.
- Park Sun Woo como Kang Sang Deuk.
- Jung Suk Yong como Teniente de la comisaría.
- Ahn Do-gyu como Kang Hyung-Joon (joven)

### Otros personajes
- Kim Hye-yoon como una joven estudiante (ep. #2).
- Cho Yoon-woo como el recepcionista del karaoke (ep. #5).

## Audiencia
| Ep. # | Fecha de emisión        | Share        | Share        | Share       | Share       |
| Ep. # | Fecha de emisión        | TNmS Ratings | TNmS Ratings | AGB Nielsen | AGB Nielsen |
| Ep. # | Fecha de emisión        | Nacional     | Seúl         | Nacional    | Seúl        |
| ----- | ----------------------- | ------------ | ------------ | ----------- | ----------- |
| 1     | 7 de noviembre de 2012  | 7.7 %        | 8.4 %        | 7.7 %       | 9.0 %       |
| 2     | 8 de noviembre de 2012  | 6.9 %        | 7.9 %        | 6.2 %       | 7.2 %       |
| 3     | 14 de noviembre de 2012 | 8.0 %        | 10.0 %       | 6.6 %       | 7.6 %       |
| 4     | 15 de noviembre de 2012 | 8.4 %        | 9.9 %        | 7.0 %       | 7.5 %       |
| 5     | 21 de noviembre de 2012 | 10.3 %       | 12.1 %       | 10.2 %      | 11.2 %      |
| 6     | 22 de noviembre de 2012 | 11.9 %       | 14.0 %       | 11.0 %      | 12.7 %      |
| 7     | 28 de noviembre de 2012 | 12.5 %       | 15.0 %       | 10.6 %      | 11.9 %      |
| 8     | 29 de noviembre de 2012 | 12.1 %       | 14.2 %       | 10.1 %      | 11.8 %      |
| 9     | 5 de diciembre de 2012  | 10.7 %       | 12.5 %       | 11.0 %      | 12.5 %      |
| 10    | 6 de diciembre de 2012  | 12.9 %       | 15.3 %       | 11.5 %      | 12.7 %      |
| 11    | 12 de diciembre de 2012 | 14.2 %       | 17.4 %       | 11.7 %      | 13.3 %      |
| 12    | 13 de diciembre de 2012 | 13.9 %       | 17.9 %       | 11.6 %      | 13.8 %      |
| 13    | 20 de diciembre de 2012 | 11.9 %       | 15.1 %       | 9.7 %       | 10.8 %      |
| 14    | 26 de diciembre de 2012 | 12.2 %       | 15.2 %       | 10.5 %      | 11.8 %      |
| 15    | 27 de diciembre de 2012 | 10.9 %       | 13.8 %       | 11.2 %      | 12.8 %      |
| 16    | 2 de enero de 2013      | 11.1 %       | 12.9 %       | 10.9 %      | 12.4 %      |
| 17    | 3 de enero de 2013      | 12.2 %       | 15.0 %       | 10.4 %      | 12.2 %      |
| 18    | 9 de enero de 2013      | 11.8 %       | 14.0 %       | 10.2 %      | 11.8 %      |
| 19    | 10 de enero de 2013     | 12.9 %       | 15.4 %       | 10.9 %      | 12.8 %      |
| 20    | 16 de enero de 2013     | 12.3 %       | 15.4 %       | 10.6 %      | 11.7 %      |
| 21    | 17 de enero de 2013     | 11.8 %       | 14.4 %       | 11.6 %      | 13.2 %      |
| Media | Media                   | 11.3 %       | 13.6 %       | 10.0 %      | 11.5 %      |

## Banda sonora
1. 떨어진다 눈물이 (The Teardrops Are Falling) - Wax
2. 바라보나봐 (Just Look At You) - Chung Dong-ha de Boohwal
3. 니 얼굴 떠올라 (Reminds of You) - Byul (feat. Swings)
4. 사랑하면 안돼요 (Don't Love Me) – Lee Seok-hoon de SG Wannabe
5. 마법의 성 (Magic Castle) – Melody Day
6. 슬픔 (Sorrow)
7. 외로움 (Loneliness)
8. 절망 (Despair)
9. 두려움 (Awe)
10. 기다림 (Waiting)
11. 보고싶다 (I Miss You)
12. Decisive (Inst.)
13. 마법의 성 (Magic Castle)(Inst.)
14. 사랑하면 안돼요 (Don't Love Me)(Inst.)
15. 니 얼굴 떠올라 (Reminds of You)(Inst.)
16. 바라보나봐 (Just Look At You)(Inst.)
17. 떨어진다 눈물이 (The Teardrops Are Falling)(Inst.)
18. The Wind is Blowing (Inst.)

## Premios
2012 MBC Drama Awards
- Premio a la excelencia, Actor en una miniserie - Park Yoochun[9]
- Mejor actor infantil - Yeo Jin-goo
- Mejor actriz infantil - Kim So-hyun
- Premio de actuación de Oro, Actor en una miniserie - Jun Kwang-ryul
- Premio de la popularidad - Yoon Eun-hye[10]
- Estrella Hallyu del año - Yoon Eun-hye

2013 Baeksang Arts Awards
- Actor más popular (TV) - Park Yoochun

## Emisión internacional
- Birmania: SkyNet (26 de diciembre de 2013 hasta el 5 de febrero de 2014).
- China: STAR Xing Kong (10 de julio hasta el 25 de julio de 2013) y Anhui TV (18 de mayo al 1 de junio de 2014).
- Filipinas: ABS-CBN (22 de abril hasta el 5 de julio de 2013).
- Grecia: TV100 (2013).
- Hong Kong: TVB Drama 2 (10 de mayo hasta el 7 de junio de 2013), TVB Window (23 de julio hasta el 20 de agosto de 2013) y TVB J2 (6 de febrero hasta el 17 de marzo de 2014).
- Indonesia: Indosiar (2015).
- Japón: DATV (2013) y TV Tokyo (2015).
- Malasia:  TV9 (28 de enero hasta el 28 de junio de 2013).
- Tailandia: Workpoint TV (2015).
- Taiwán: GTV (15 de abril hasta el 24 de mayo de 2013) y ELTA TV (16 de mayo hasta el 13 de junio de 2013).
- Vietnam: VTV9 (2013).